# Tư duy thiết kế
Tư duy thiết kế (Design thinking) là một thuật ngữ được sử dụng để chỉ một tập hợp các quá trình nhận thức, chiến lược và thực tiễn mà qua đó - các khái niệm thiết kế (đề xuất sản phẩm, máy móc, thông tin liên lạc, v.v...) được phát triển. Các khái niệm và khía cạnh của tư duy thiết kế đã được xác định thông qua nghiên cứu, trên nhiều lĩnh vực khác nhau, về nhận thức và hoạt động thiết kế trong cả bối cảnh thí nghiệm và tự nhiên.
Tư duy thiết kế cũng gắn liền với quá trình sáng tạo và đổi mới sản phẩm - dịch vụ trong môi trường kinh doanh và xã hội. Về phương diện này, có một số ý kiến chỉ trích việc đơn giản hóa quá trình thiết kế cùng vai trò của kiến thức và năng lực kỹ thuật.

## Ý nghĩa về phương diện thiết kế
Tư duy thiết kế bao gồm trong đó các quy trình phân tích bối cảnh, tìm và tạo khung vấn đề, tạo ý tưởng và giải pháp, tư duy sáng tạo, phác thảo, mô hình hóa và tạo mẫu, thử nghiệm và đánh giá. Các đặc điểm nổi bật của tư duy thiết kế bao gồm khả năng:
- giải quyết các vấn đề chưa được xác định.
- áp dụng các chiến lược tập trung vào giải pháp.
- sử dụng lý luận giả định (abductive reasoning) hiệu quả.
- ứng dụng phương tiện mô hình hóa không lời, đồ họa / không gian, ví dụ, phác thảo và tạo mẫu.[8]

Thông thường, các nhà thiết kế giao tiếp chủ yếu bằng ngôn ngữ hình ảnh hoặc ngôn ngữ đối tượng để chuyển đổi các yêu cầu trừu tượng thành các thiết kế cụ thể. Những 'ngôn ngữ' này bao gồm các bản phác thảo và bản vẽ truyền thống - cũng như mở rộng sang các mô hình máy tính và nguyên mẫu vật lý. Việc sử dụng các bản vẽ và mô hình có liên quan chặt chẽ với các đặc điểm của tư duy thiết kế như: xây dựng và khám phá các khái niệm giải pháp dự kiến, xác định những gì cần biết về khái niệm đang phát triển, cũng như nhận biết các đặc điểm và thuộc tính mới nổi trong các thiết kế.

## Ý nghĩa về phương diện sáng tạo
Plattner, Meinel và Leifer mô tả 5 giai đoạn của quá trình đổi mới thiết kế gồm: xác định (lại) vấn đề, tìm hiểu nhu cầu và xác lập quy chuẩn (benchmark), đưa ra ý tưởng, xây dựng và thử nghiệm.
Quy trình này có thể diễn ra chồng chéo lên nhau - chứ không nhất thiết diễn ra theo một chuỗi các bước có trật tự: cảm hứng, ý tưởng và thực hiện. Các bước có thể lặp lại nhiều lần khi đội nhóm cải tiến ý tưởng và khám phá các hướng đi mới.

## Ứng dụng

### Kinh doanh
Trong lịch sử, các nhà thiết kế có xu hướng chỉ tham gia vào các phần sau của quá trình phát triển sản phẩm mới, với trọng tâm là tính thẩm mỹ và chức năng của sản phẩm. Nhiều doanh nghiệp và tổ chức đã nhận ra lợi ích của việc tích hợp quá trình thiết kế vào các chính sách và thực tiễn của tổ chức. Tư duy thiết kế đã được sử dụng để giúp nhiều doanh nghiệp và tổ chức xã hội cải thiện năng lực xây dựng và đổi mới hơn.
Vào những năm 2000, mối quan tâm đến tư duy thiết kế với vai trò "chất xúc tác" để đạt được lợi thế cạnh tranh trong kinh doanh đã gia tăng đáng kể, đồng thời cũng xuất hiện một số nghi ngờ xung quanh việc ứng dụng tư duy thiết kế như một "liều thuốc" thành công.
Các nhà thiết kế đóng góp vào công việc kinh doanh bằng cách tham gia từ những giai đoạn đầu tiên của quá trình phát triển sản phẩm - dịch vụ, hoặc bằng cách đào tạo người khác sử dụng các phương pháp thiết kế và xây dựng năng lực tư duy đổi mới trong tổ chức.

### Giáo dục
Tất cả các hình thức giáo dục thiết kế chuyên nghiệp đều có thể được coi là góp phần phát triển tư duy thiết kế cho sinh viên. Thiết kế như một môn học đã được đưa vào chương trình giáo dục của các trường trung học ở Anh vào những năm 1970, dần dần thay thế và / hoặc phát triển từ một số môn nghệ thuật và thủ công truyền thống, và ngày càng được liên kết với các nghiên cứu về công nghệ. Sự phát triển này đã làm dấy lên các nghiên cứu liên quan trong cả giáo dục và thiết kế.
Các khóa học về tư duy thiết kế cũng đã được giới thiệu ở cấp đại học, đặc biệt khi tích hợp với các nghiên cứu về kinh doanh và đổi mới.
Trong lĩnh vực giáo dục K-12, tư duy thiết kế được sử dụng để nâng cao khả năng học tập và thúc đẩy tư duy sáng tạo, làm việc theo nhóm và trách nhiệm của học sinh đối với việc học.

### Khoa học máy tính
Tư duy thiết kế đã trở thành khái niệm trọng tâm của việc thiết kế lấy người dùng làm trung tâm trong hơn 40 năm. Khái niệm này cũng đang trở nên phổ biến trong các quan niệm gần đây về phát triển phần mềm nói chung.

## Lịch sử
Dựa trên các nghiên cứu tâm lý về sự sáng tạo từ những năm 1940 (ví dụ: "Tư duy Năng suất" (1945) của Max Wertheimer), các kỹ thuật sáng tạo mới trong những năm 1950 và các phương pháp thiết kế trong những năm 1960, ý tưởng về tư duy thiết kế đã ra đời như một phương pháp giải quyết vấn đề sáng tạo. Những tác giả đầu tiên viết về tư duy thiết kế bao gồm John E. Arnold với tác phẩm "Creative Engineering" (1959) và L. Bruce Archer với tác phẩm "Systematic Method for Designers" (1965).
Trong cuốn sách "Kỹ thuật sáng tạo" (1959), Arnold xác định 4 khía cạnh của tư duy thiết kế:
1. Chức năng mới - nghĩa là các giải pháp đáp ứng nhu cầu mới, hoặc các giải pháp đáp ứng nhu cầu cũ theo cách hoàn toàn mới.
2. Tăng cường hiệu quả của giải pháp.
3. Giảm chi phí sản xuất.
4. Tăng khả năng bán hàng.[27]